# Sonnerathuhn

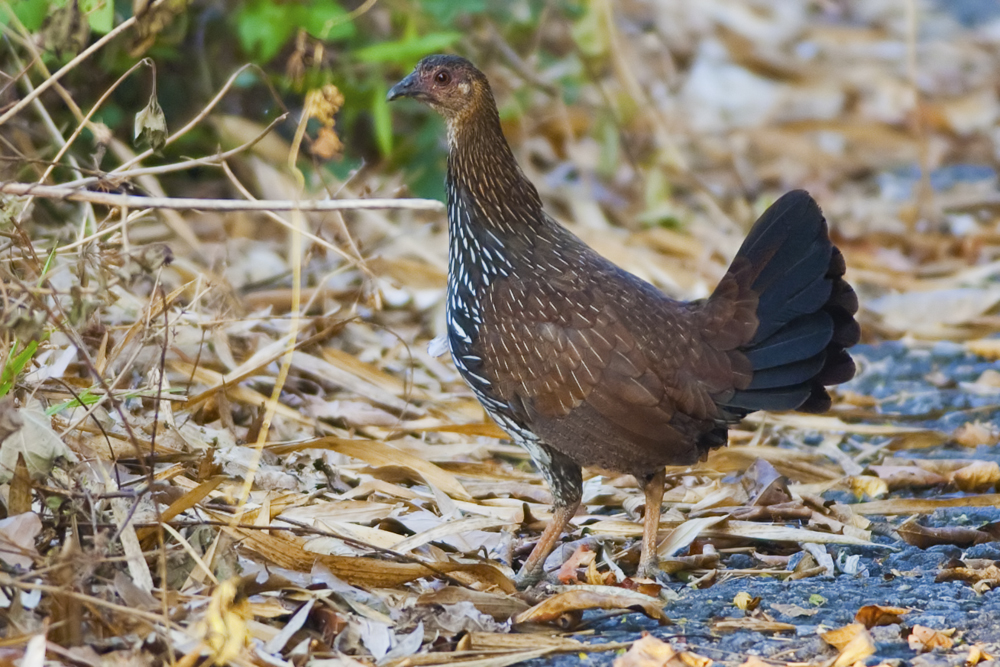
Henne des Sonnerathuhns

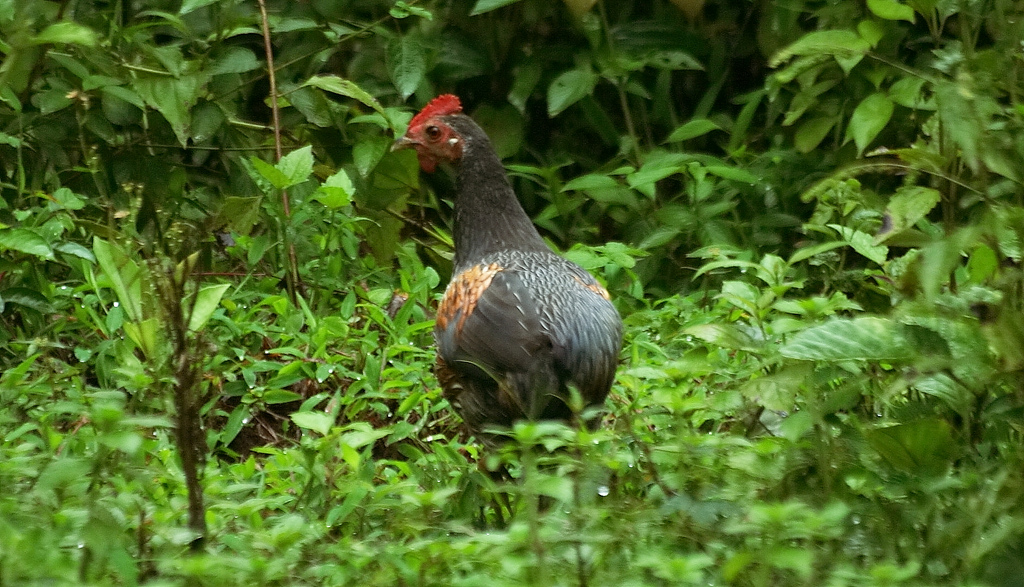
Hähne werfen in einer Sommermauser die Halsbehangfedern und die langen Steuerfedern ab und tragen für einige Zeit ein Schlichtkleid.

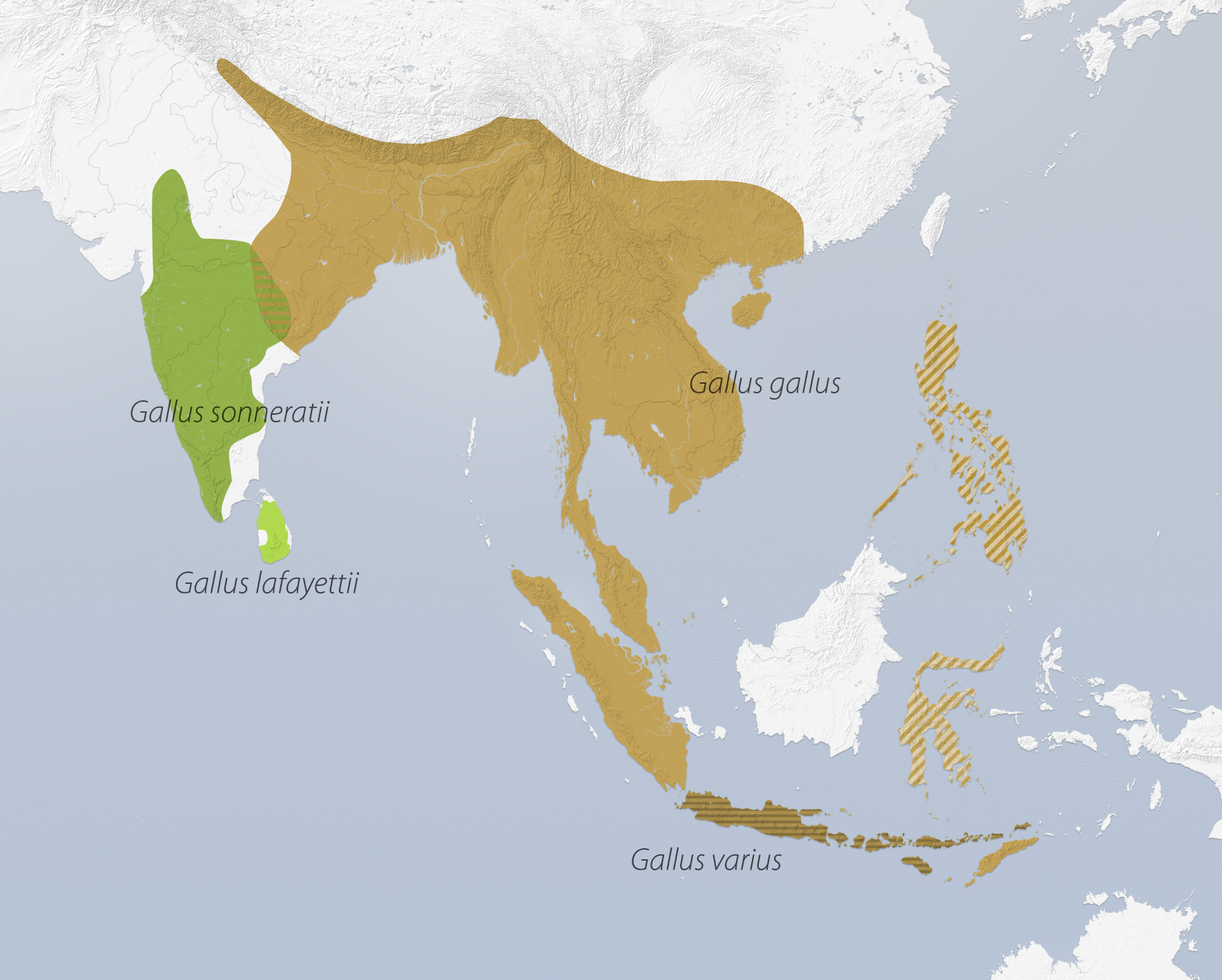
Verbreitung des Sonnerathuhns (grün) und der anderen Kammhuhn-Arten. Die gemeinsame Verbreitung mit dem Bankivahuhn (Gallus gallus) ist quergestreift.

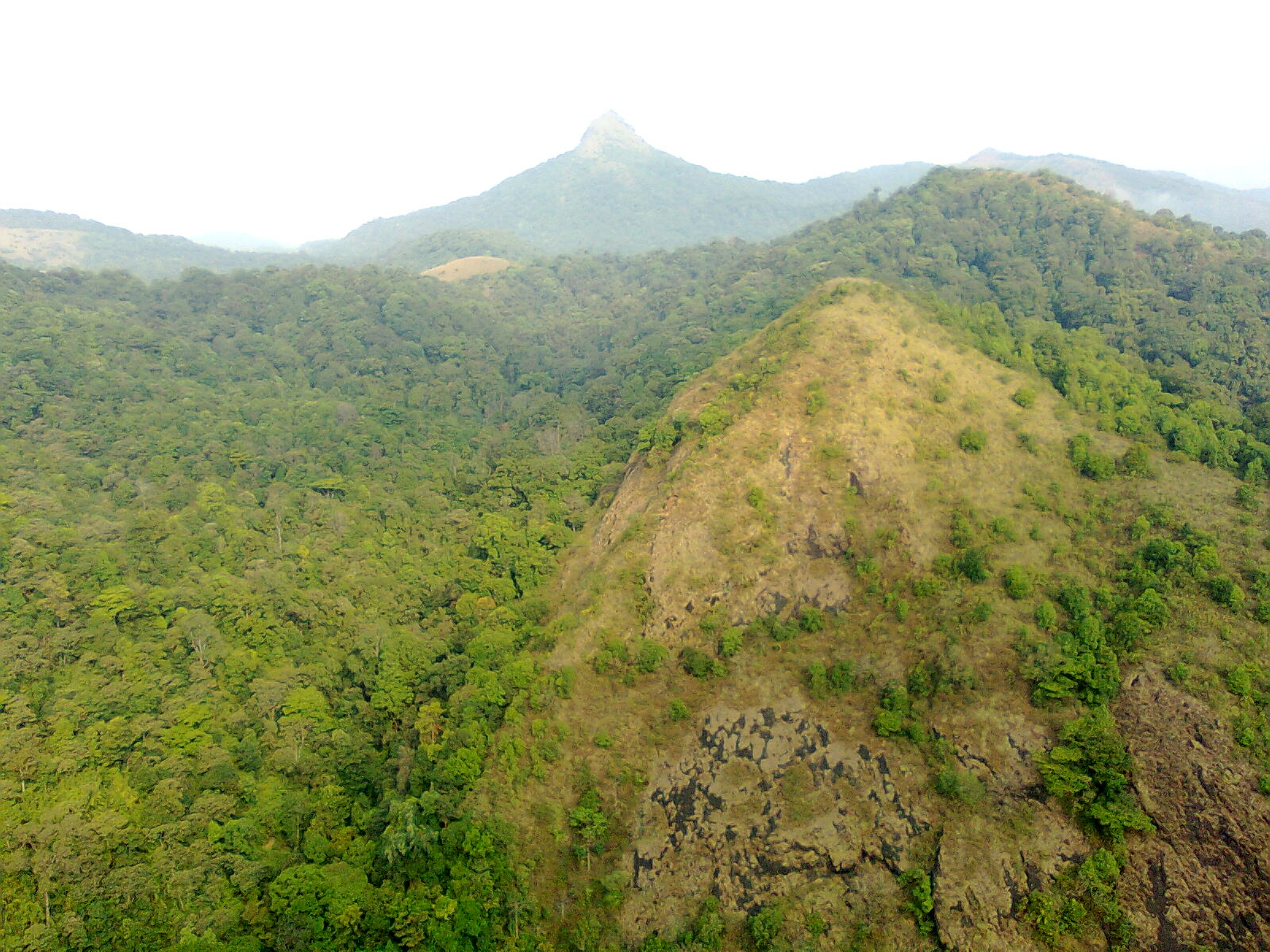
Das Sonnerathuhn besiedelt bevorzugt bewaldetes Hügelland.

Das Sonnerathuhn (Gallus sonneratii), auch Graues Kammhuhn genannt, ist eine Hühnervogelart aus der Familie der Fasanenartigen (Phasianidae). Es bewohnt den südwestlichen Teil Indiens. Die Art ersetzt hier das nahe verwandte Bankivahuhn, jedoch überschneiden sich die Areale in einigen Regionen und es gibt Hybriden zwischen beiden Arten. Die Verbreitung reicht im Norden bis ins östliche Gujarat, das südliche Rajasthan und zur Mitte Madhya Pradeshs, ostwärts etwa bis zu den Ostghats, in Andhra Pradesh aber auch bis zur Küste.
Die Art wurde zu Ehren des französischen Naturforschers Pierre Sonnerat (1748–1814) benannt. Neben dem Bankivahuhn, das als Stammform des Haushuhns gilt, könnten auch genetische Einflüsse des Sonnerathuhns für bestimmte Merkmale der domestizierten Formen verantwortlich sein. Die Frage wird seit langem kontrovers diskutiert; die genetischen Befunde fallen hier teils unterschiedlich aus.

## Beschreibung
Das Sonnerathuhn ist geringfügig größer als das Bankivahuhn. Bei Männchen liegt die Körperlänge zwischen 70 und 80 cm, das Gewicht zwischen 790 und 1139 g, Weibchen sind etwa 38 cm lang und zwischen 705 und 790 g schwer. Die Flügellänge des Männchens beträgt 220 bis 255 mm, die Schwanzlänge 314 bis 390 mm und die Länge des Tibiotarsus zwischen 70 und 80 mm. Beim Weibchen liegen diese Maße bei 190 bis 215 mm (Flügel), 100 bis 170 mm (Schwanz) und 60 bis 67 mm (Tibiotarsus). Die Geschlechter unterscheiden sich deutlich im Gefieder. Der Hahn trägt zur Brutzeit ein Prachtkleid mit verlängerten Halsfedern („Halsbehang“), Steuerfedern und auffälligem Kamm. Er wirft nach der Brutzeit die langen Federn des Halsbehangs und die Steuerfedern ab und zeigt für einige Zeit ein Schlichtkleid. Die Iris ist bei beiden Geschlechtern gelb bis orange, der Schnabel hornfarben schwärzlich sowie an Spitze und Unterschnabel gelblich aufgehellt. Beine und Füße sind gelb bis lachsrot. Beim Hahn ist ein langer Sporn ausgeprägt, der beim Weibchen meist fehlt.
Die Art wirkt insgesamt bzw. aus der Ferne wesentlich grauer als andere Kammhuhnarten wie insbesondere das Bankivahuhn, worauf auch der englische Name „Grey Junglefowl“ hinweist.
Beim Hahn sind der Kamm, die unbefiederte Augenpartie, das Kinn und die Kehllappen rot gefärbt. Im Bereich der Ohrdecken findet sich ein kleines, weiß befiedertes Feld. Der Kamm ist nur schwach gezackt. Der „Halsbehang“ aus verlängerten Federn wirkt gepunktet. Die einzelnen schwarzen Federn tragen einen grauen Saum, knapp oberhalb der Spitze zwei bis drei weißliche und an der Spitze ein gelbliches Hornplättchen. Die Rücken- und Bürzelfedern sind schwarz mit purpurnem Glanz, lanzettlich zugespitzt mit weißen Schaftstrichen und schmal grauen Säumen. Die Federn der Unterseite sind ebenso gemustert, zeigen aber an den Flanken eine verwaschen rostrote Färbung. Die schwarzen Flügeldecken schließen an das Muster des Rückens an, die mittleren Armdecken tragen jedoch verlängerte, orangegelbe Hornspitzen. Großen Armdecken und Schwingen sind schwärzlich braun. Die Behangfedern des Bürzels sind mit rostroten Spitzen und großen gelben Hornplättchen versehen. Oberschwanzdecken und Steuerfedern sind schwarz mit purpurnem Glanz.
Bei Hennen sind Kopf- und Halsfedern bräunlich mit dunkelbraunen Säumen und hellem, dunkel gerandetem Zentrum. Die Federzentren werden zur Brust hin größer. Die Federn der Unterseite sind überwiegend weiß mit braunschwarzen Säumen. Sie sind zugespitzt und wirken wie eine Schuppung, die an den Flanken oft am stärksten ausgeprägt ist. Die Oberseite einschließlich der Oberflügeldecken ist braun mit feiner, schwärzlicher Sprenkelung und weißlich beigen Schaftstrichen. Die Schwingen sind dunkelbraun, die Steuerfedern bräunlich schwarz.
Dunenjunge ähneln denen des Bankivahuhns, sind aber dunkler und mehr braun gefärbt. Vögel im Jugendkleid ähneln den Hennen, sind jedoch vor allem an der Unterseite dunkler. Junge Hähne entwickeln recht bald Ansätze der rötlichgelben Halsbehang- und Bürzelfedern. Die Steuerfedern sind mehr tiefschwarz. Junge Hähne zeigen kürzere Schmuckfedern und Sporne, sind matter gefärbt und vor allem im Flügelbereich noch eher hennenfarbig.
Unterarten werden nicht anerkannt. Es ist eine klinale Variation von Südwesten nach Südosten, Nordosten und Norden ausgeprägt, bei der die Vögel insgesamt heller werden. Auch stimmliche Merkmale variieren angeblich, was jedoch wenig erforscht ist.

## Stimme
Das laute und charakteristische Krähen der Hähne (Hörbeispiel) ist im Vergleich zu Bankiva- und Haushuhn staccatoähnlich abgehackt, oft etwas rauer und wenig melodisch. Es kann bis zu fünf Mal in der Minute wiederholt werden und wird oft durch ein laut klatschendes Flügelschlagen eingeleitet. Ein wiederholtes, monotones Gackern vom Hahn wird als „klick … kluck-kluck“ beschrieben.

## Lebensraum
Das Sonnerathuhn besiedelt Unterwuchs und Dickichte in allen möglichen Waldformen von laubwerfenden Trockenwäldern bis zu immergrünem Regenwald. In Maharashtra bevorzugt die Art beispielsweise Mischwälder aus Teakbaum und bestimmten Bambusarten wie Dendrocalamus strictus. Auch in der Kulturlandschaft ist die Art zu finden – vor allem in der Nähe von Walddörfern und in vernachlässigten Tee-, Kaffee- oder Kautschuk-Plantagen, die mit Wandelröschen durchwuchert sind. Wo die Art nicht verfolgt oder gestört wird, hält sie sich auch recht unbefangen im näheren Bereich um Siedlungen auf und folgt beispielsweise pflügenden Bauern.
Besonders in stark hügeligen Vorgebirgen ist die Art häufig. Die Höhenverbreitung reicht meist bis 1500 m, lokal aber auch wie in Nilgiris bis 2400 m hinauf. Man kann das Sonnerathuhn viel auf Lichtungen oder an Schneisen und Straßen antreffen. Die Schlafplätze liegen in bis zu 18 m hohen Bäumen.

## Ernährung
Das Nahrungsspektrum des Sonnerathuhns ist recht umfangreich und umfasst sowohl pflanzliche als auch tierische Nahrung. Dazu gehören Sämereien, Schösslinge, Knollen, Früchte und Beeren. Von Bedeutung sind Samen von Bambus und Strobilanthes, Beeren von Ziziphus, Wandelröschen und Streblus sowie verschiedene Feigenarten. Bei den Tieren reicht die Größe von kleinen Insekten und anderen Wirbellosen bis hin zu kleinen Reptilien.
Die Art sucht ihre Nahrung meist scharrend und mit dem Schnabel grabend am Boden und durchstöbert dabei auch den Dung größerer Tiere wie Rindern oder Elefanten. Die Vögel sind meist in Gruppen von fünf bis sechs Individuen am Rande von Dickichten anzutreffen. Wo ein großes Nahrungsangebot besteht, wie beispielsweise an einem Bambusbestand zur Samenreife, können sich aber auch größere Zahlen zusammenfinden.

## Fortpflanzung

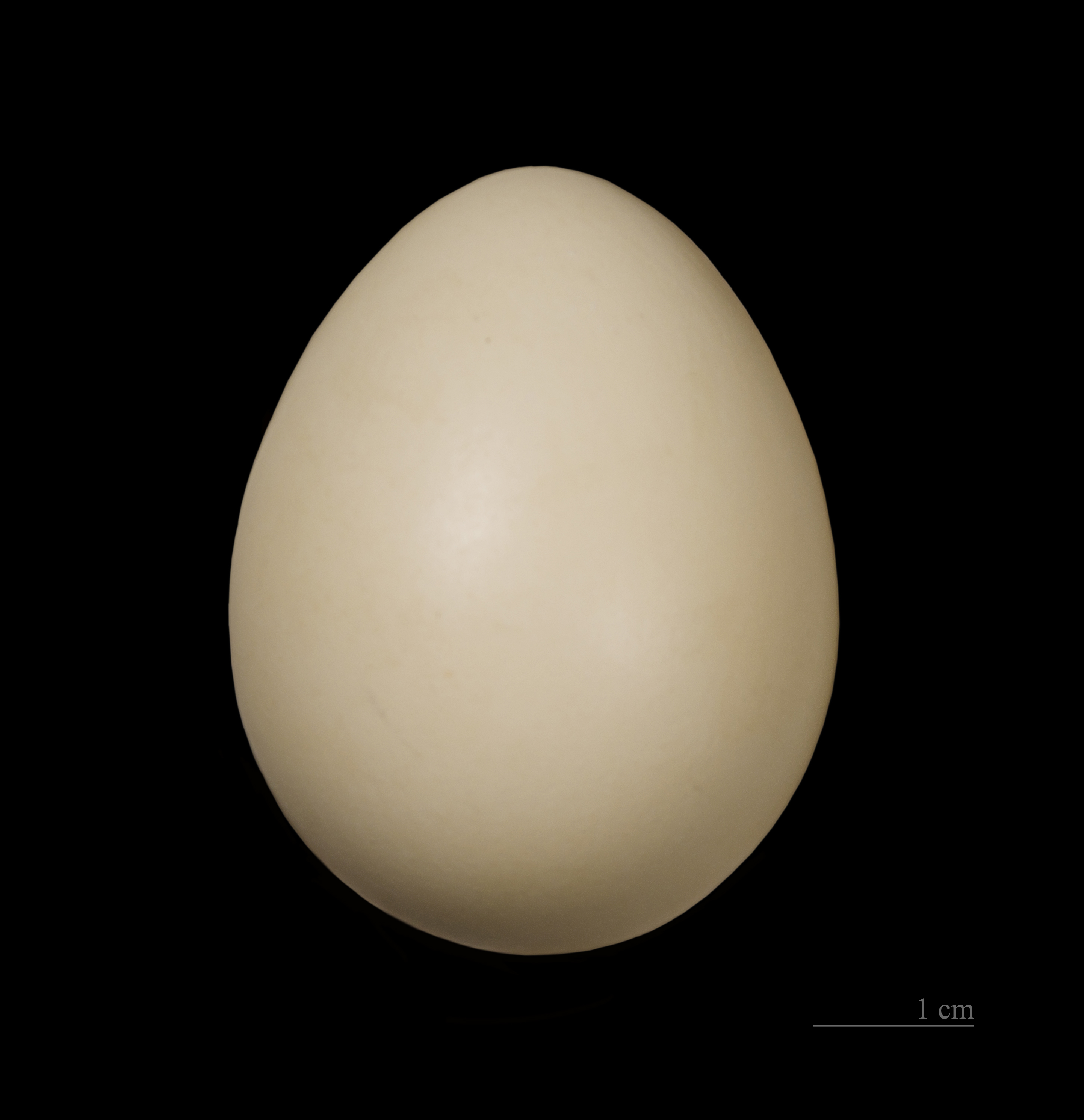
Ei des Sonnerathuhns

Das Paarungsverhalten des Sonnerathuhns ist wenig erforscht und vermutlich variabel. Es kommen sowohl Monogamie als auch (vermutlich sukzessive) Polygynie vor. Die Brutzeit erstreckt sich nahezu über das gesamte Jahr, wobei die meisten Bruten zwischen Februar und März festgestellt werden, die Hauptbrutzeiten aber auch regional variieren können.
Das Nest wird in kleinen Bodenvertiefungen an Büschen oder Bambus gebaut. In einem Fall befand es sich in einer Baumhöhle über dem Boden. Das Gelege besteht meist aus vier bis fünf, seltener zwei bis zehn rosa bis beige gefärbten, für gewöhnlich ungesprenkelten Eiern. Sie werden zwischen 20 und 21 Tagen von der Henne bebrütet, die etwa 62 % der Brutzeit auf den Eiern verbringt.

## Bestand und Gefährdung
Das Sonnerathuhn gilt weltweit als nicht gefährdet. Früher wurde es jedoch auf der Vorwarnliste (near threatened) geführt. Genaue Bestandszahlen fehlen, vermutlich ist die Art aber langfristig im Rückgang begriffen. Die Vorkommen sind immer stärker zersiedelt und geeignete Waldhabitate fallen seit den 1870er Jahren zunehmend der landwirtschaftlichen Nutzung anheim. Weitere Gefährdungsursachen sind Überweidung und Abbrennen des Unterwuchses. Auch in Naturschutzgebieten wird teils viel Brennholz gesammelt, was die für die Art wichtigen Dickichte dezimiert. In einigen Regionen wird die Art auch bejagt oder die Eier werden gesammelt. Lokal hat dies – sogar teils in geschützten Gebieten – zur fast vollständigen Ausrottung geführt.
Die Art kommt in über zehn geschützten Gebieten vor, so im Bori Wildlife Sanctuary, im Mount Abu Wildlife Sanctuary, im Indira-Gandhi-Nationalpark, im Vansda-Nationalpark, im Silent-Valley-Nationalpark, im Eravikulam-Nationalpark, im Kalakkad-Mundanthurai-Tigerreservat sowie im Pench- und Melghat-Tigerreservat.

## Etymologie und Forschungsgeschichte
Temminck beschrieb die Art unter dem heutigen Namen Gallus sonneratii. Als Fundort nannte er generell die Wälder Indiens. Gallus ist das lateinische Wort für „Hahn“, ein Begriff, den Carl von Linné 1758 für das Bankivahuhn einführte. Allerdings verwendete Linné das Protonym Phasianus Gallus. Das Artepitheton ist dem Naturforscher Pierre Sonnerat (1748–1814) gewidmet.